# Ejea de los Caballeros
Ejea de los Caballeros est une commune d’Espagne, dans la province de Saragosse, communauté autonome d'Aragon, de la comarque de Cinco Villas.

## Sport
La ville dispose de plusieurs installations sportives, parmi lesquelles le Stade municipal d'Ejea, qui accueille la principale équipe de football de la ville de la SD Ejea.

## Jumelage
- Marmande (France)
- Portogruaro (Italie)